# Johnny Concho
Johnny Concho è un film del 1956 diretto da Don McGuire.
È un western statunitense con Frank Sinatra, Keenan Wynn, William Conrad e Phyllis Kirk. È basato sull'episodio The Man Who Owned the Town della serie televisiva antologica Studio One trasmesso nel 1954.

## Produzione
Il film, diretto da Don McGuire su una sceneggiatura di David P. Harmon e Don McGuire e un soggetto dello stesso Harmon, fu prodotto da Frank Sinatra (alla sua prima produzione cinematografica) per la Kent Productions e girato nei California Studios dal 28 novembre 1955.

## Distribuzione
Il film fu distribuito negli Stati Uniti nel luglio 1956 al cinema dalla United Artists.
Altre distribuzioni:
- in Francia il 27 luglio 1956 (Johnny Concho)
- in Finlandia il 24 agosto 1956 (Väärinpeluri)
- in Svezia il 28 settembre 1956 (Johnny Concho)
- in Danimarca il 21 giugno 1960 (Johnny Concho)
- in Belgio nell'agosto del 1960
- in Brasile (Redenção de um Covarde)
- in Spagna (Johnny, el cobarde)
- in Grecia (Johnny Concho)
- in Germania Ovest (Johnny Concho - Der Bruder des Banditen)

## Critica
Secondo il Morandini il film è un "western che non manca di ambizioni formali e di situazioni inconsuete, ma non si sottrae quasi mai a un'impostazione artificiosa".